# جون كينغ (موسيقي)
جون كينغ (بالإنجليزية: John King)‏ هو موسيقي أمريكي، ولد في 13 أكتوبر 1953، وتوفي في 3 أبريل 2009 بسبب نوبة قلبية.